# Hagtornsgråmal
Hagtornsgråmal (Paraswammerdamia lutarea) är en fjärilsart som först beskrevs av Adrian Hardy Haworth 1828.  Hagtornsgråmal ingår i släktet Paraswammerdamia, och familjen spinnmalar. Arten är reproducerande i Sverige.

## Bildgalleri

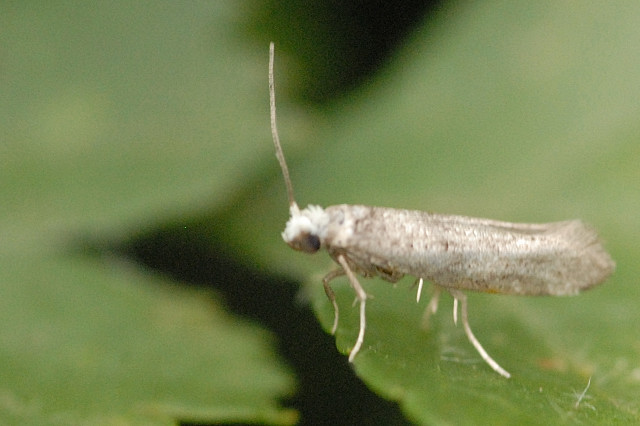